# 크로스강고릴라
크로스강고릴라(Gorilla gorilla diehli)는 서부고릴라(Gorilla gorilla)의 아종의 하나로, 나이지리아와 카메룬 국경 지역과 열대 및 아열대 습윤 활엽수림 양쪽에서 발견되며, 이 지역은 또다른 사람과의 대형유인원인 나이지리아-카메룬침팬지가 서식하는 지역이다. 모든 서부고릴라가 멸종위기등급의 위급 상태(서부저지대고릴라의 경우에는 부분적으로 에볼라 바이러스때문이다.)에 있지만, 크로스강고릴라는 아프리카 유인원 중에서 멸종 위험이 가장 높아서 국제 자연 보호 연맹의 영장류 전문가 그룹이 정한 세계에서 멸종 위험이 가장 높은 25종의 영장류의 하나이다.